# Cantonul Crest-Nord
Cantonul Crest-Nord este un canton din arondismentul Die, departamentul Drôme, regiunea Rhône-Alpes, Franța.

## Comune
- Allex
- Aouste-sur-Sye
- Beaufort-sur-Gervanne
- Cobonne
- Crest (parțial, reședință)
- Eurre
- Gigors-et-Lozeron
- Mirabel-et-Blacons
- Montclar-sur-Gervanne
- Montoison
- Omblèze
- Ourches
- Plan-de-Baix
- Suze
- Vaunaveys-la-Rochette